# Space to Ground
Space to Ground - Guida per viaggiatori galattici è una serie in 8 episodi per la TV, trasmessa su Rai Gulp e prodotta da KR1. Grazie a immagini esclusive girate ad hoc presso uno dei centri tecnologici più innovativi di tutta Europa, lo European Space Research and Technology Center ESTEC dell’Agenzia Spaziale Europea, video tratti dalle library delle principali agenzie spaziali del mondo e al racconto originale scritto da Matteo Massicci e Tito Faraci, autore di Topolino, Dylan Dog e tanti altri, Space To Ground è davvero la “guida per viaggiatori galattici”.
Ad arricchire il racconto, le clip che l’astronauta italiano Luca Parmitano, in un ideale dialogo con Linda Raimondo e gli esperti dell’Esa, ha girato in esclusiva dalla Stazione spaziale internazionale, il nostro avamposto di ricerca situato a 400 km dalla Terra e 8 laboratori “esperenziali” che ci consentono di replicare alcuni tra i principali fenomeni legati allo spazio e al volo. Viaggiare nello Spazio  vuol dire esplorazione, coraggio, pericoli, fiducia nella ricerca, e quel gusto per la scoperta che ha segnato i grandi passi avanti della famiglia umana. Per una generazione di ragazzi che potranno vedere gli uomini e le donne su Marte.

## Episodi
Episodio 1 - Esplorazione
A cinquanta anni dall’allunaggio l’Amministratore Delegato della NASA ha presentato, questa estate, il Programma Artemis che ci riporterà, in brevissimo tempo, sulla Luna. Un progetto complesso che ci consentirà non solo di toccare di nuovo il suolo del nostro satellite ma anche di costruire una base per vivere e lavorare. Quali tecnologie ci saranno di ausilio? Quali materiali dovranno essere testati? Che ruolo avranno le stampanti 3D?  Risponderà a queste e molte altre domande, dal suo laboratorio di Scienze e Materiali dell’ESTEC, Tommaso Ghidini. Con Luca Parmitano, il nostro inviato a 400 chilometri di altezza, inoltre scopriremo, con un video esclusivo, la relazione tra il “micromondo” e l’esplorazione.
Episodio 2 - Luce
In una giornata spaziale si alternano 16 albe e 16 tramonti e gli astronauti devono adattare il loro organismo a questa veloce alternanza tra luce e buio…ma cosa è la luce? Luisella Giulicchi ci aiuterà ad approfondire l’argomento, mentre Luca Parmitano, il nostro inviato “speciale” a 400 chilometri di altezza, ci aiuterà a capire come si catalogano le “emissioni luminose” della terra grazie al progetto MINI EUSO.
Episodio 3 - Lanciatori
Raggiungere la Stazione Spaziale internazionale per portare ai nostri astronauti rifornimenti ma anche tutto materiali che occorrono per portare a termine gli esperimenti richiede razzi performanti ed una propulsione ottimale. Occorre ad esempio sapere quando si può utilizzare la propulsione elettrica e quando invece quella chimica…e Davina Di Cara, che abbiamo incontrato in ESTEC, è la persona giusta per darci tutte le spiegazioni necessarie. Il nostro inviato spaziale Luca Parmitano invece ci spiegherà come lo Xenopo liscio, una piccola rana anfibia, ci aiuterà ad esplorare lo spazio profondo.
Episodio 4 - Acqua
La maggior parte della terra è coperta dell’acqua ed grazie all’acqua che il nostro corpo funziona perfettamente, ma vi siete mai chiesti quale è il fabbisogno in chilogrammi per ogni astronauta, come l’acqua arrivi sulla Stazione Spaziale Internazionale e quanto sia importante riuscire a riciclarla, in ambienti estremi, la maggior parte possibile di liquidi? Noi abbiamo scoperto in ESTEC, il cuore tecnologico dell’Agenzia Spaziale Europea, questo e molte altre cose interessanti grazie a Sara Pastor, mentre con Luca Parmitano, il nostro inviato spaziale a 400 chilometri di altezza, abbiamo appreso di più sull’andamento dei suoi pasti e sull’esperimento NUTRISS.
Episodio 5 - Comete e asteroidi
Lo spazio non è solo tecnologia ma anche tanta scienza e gli scienziati non sono, come nei cartoni animati,  in camice bianco e tutti spettinati… ma indossano delle eleganti tutine blu come il nostro inviato spaziale Luca Parmitano. Ma chi può darci maggiori informazioni sulla nascita del sistema solare? Comete e gli asteroidi risalgono al momento della creazione del Sistema Solare e Paolo Martino, che abbiamo incontrato in ESTEC, ci ha dato interessanti elementi per capirne di più…con Luca Parmitano abbiamo, invece, scoperto cosa accade all’interno del modulo COLUMBUS.
Episodio 6 - Satelliti
Macchine sempre più performanti ci permetteranno di esplorare lo spazio profondo …per arrivare fino a Marte e capire molto di più anche sul nostro universo. Ma come sono composti i materiali con i quali costruiamo navicelle e satelliti? Dove li testiamo? Gianluca Catarrosa che abbiamo incontrato in ESTEC, cuore tecnologico dell’Agenzia Spaziale Europea, ci ha aperto le porte del suo laboratorio…mentre il nostro inviato speciale Luca Parmitano, direttamente dal laboratorio COLUMBUS della Stazione spaziale internazionale, ci ha raccontato come sta imparando a pilotare dal “remoto” un piccolo robot che nel prossimo futuro avrà l’incarico straordinario di raccogliere campioni “marziani”.
Episodio 7 - Gas
Per viaggiare nello spazio occorre “molta tecnologia” e bisogna fare in modo che tutti gli elementi concorrano e si allineino perché le Missioni meccaniche e quelle umane abbiano successo. Tra gli elementi che ci incuriosiscono di più ci sono i gas. Davina Di Cara, che abbiamo incontrato nel suo laboratorio in ESTEC, il cuore tecnologico dell’Agenzia Spaziale Europea, ci ha spiegato come funziona la propulsione dei razzi e molto altro mentre Luca Parmitano, il nostro inviato a 400 chilometri di altezza, in esclusiva per noi ci ha accompagnato nel modulo europeo COLUMBUS per scoprirne tutti i segreti.
Episodio 8 - Clean Space
Se sappiamo a che ora arriverà il tram che ci porta a scuola o se possiamo chattare con il nostro amico del cuore è grazie a Galileo, una delle più importanti costellazioni di satelliti che orbitano attorno alla terra. Ma cosa accade ai satelliti che sono arrivati alla fine della loro vita lavorativa? Luisa Innocenti ci ha raccontato come possiamo ridurre la quantità di satelliti inattivi e come contribuire a “ripulire” lo spazio catturandoli. Luca Parmitano, invece,  dall’osservatorio privilegiato che è la Stazione spaziale internazionale ci parlerà, nel video che ha girato in esclusiva per noi, di come possiamo tutelare la nostra Terra e prendercene cura.